# ردوتس
شهر ردوتس (به رومانیایی: Rădăuţi) در شهرستان سوچاوا در کشور رومانی واقع شده‌است. جمعیت این شهر ۳۲٬۱۵۱ نفر  است.

## نگارخانه

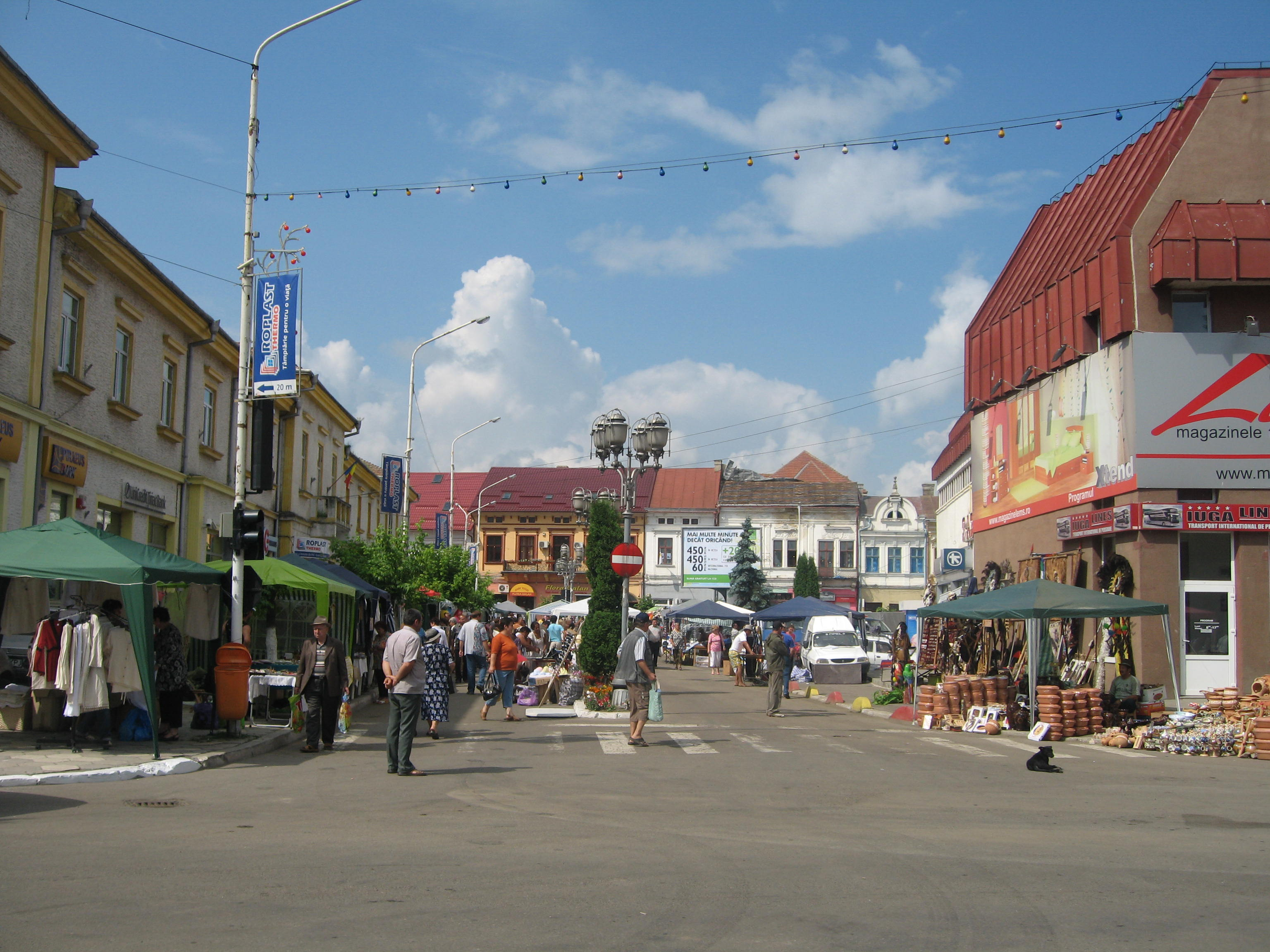
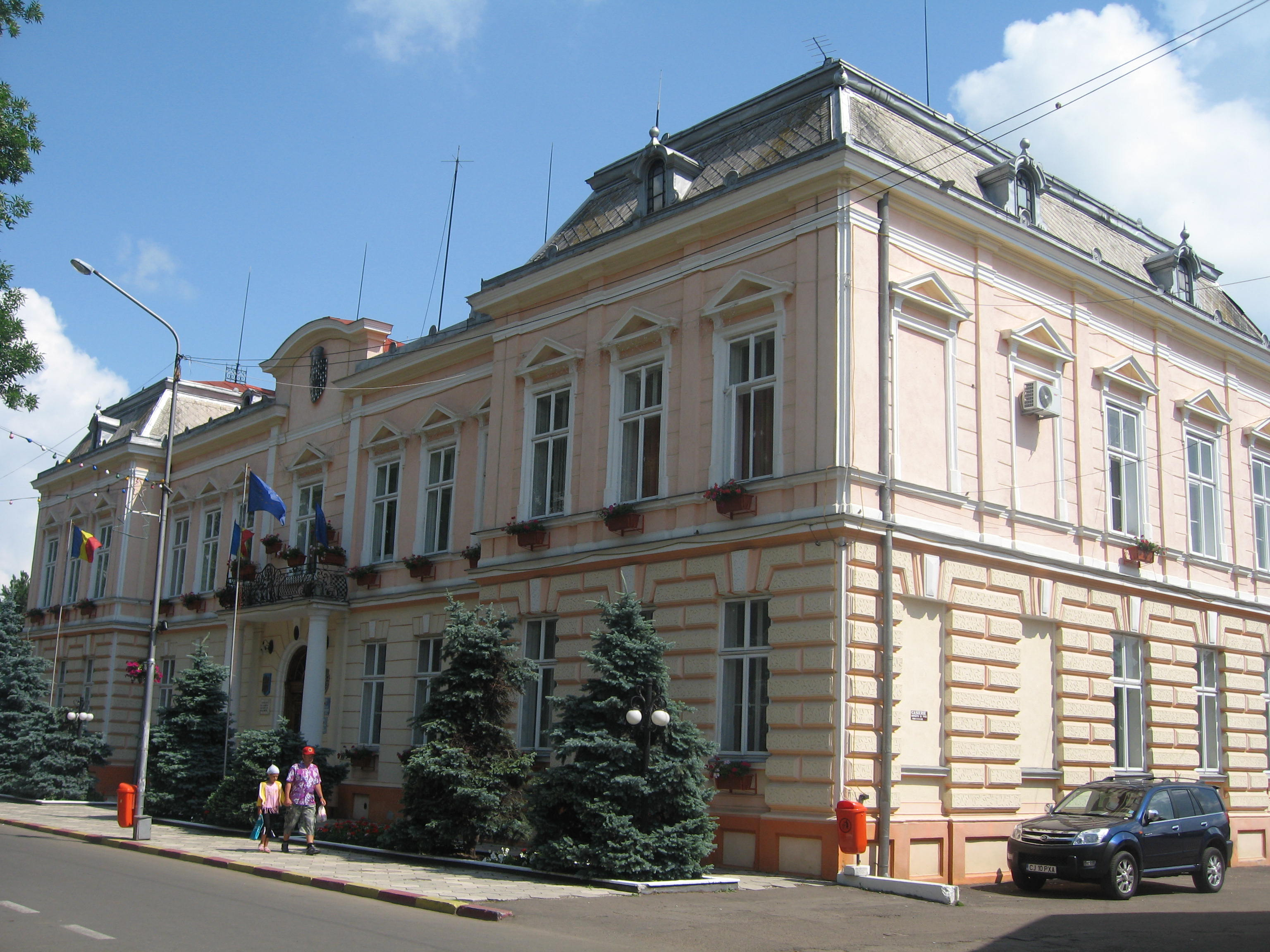
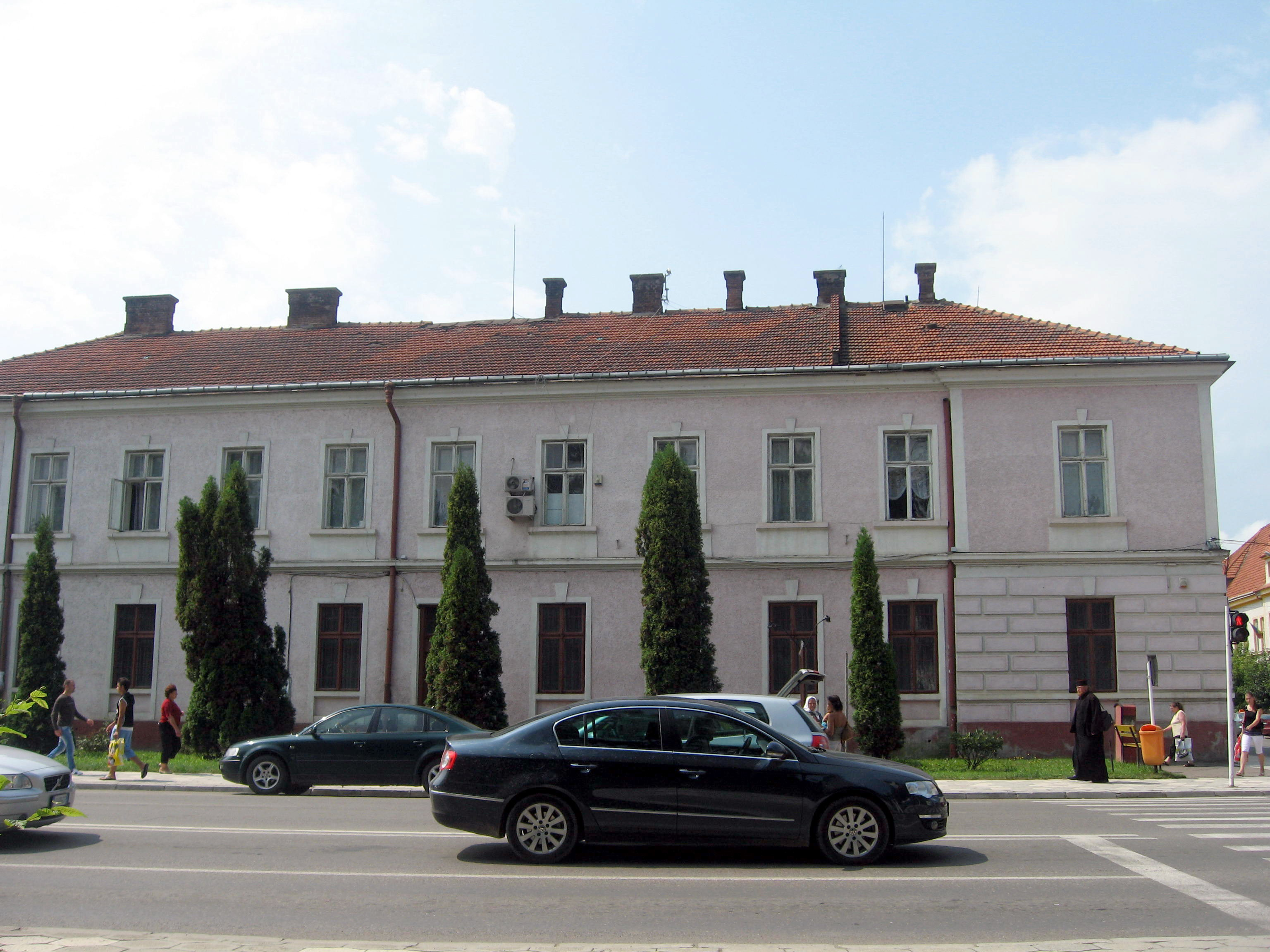
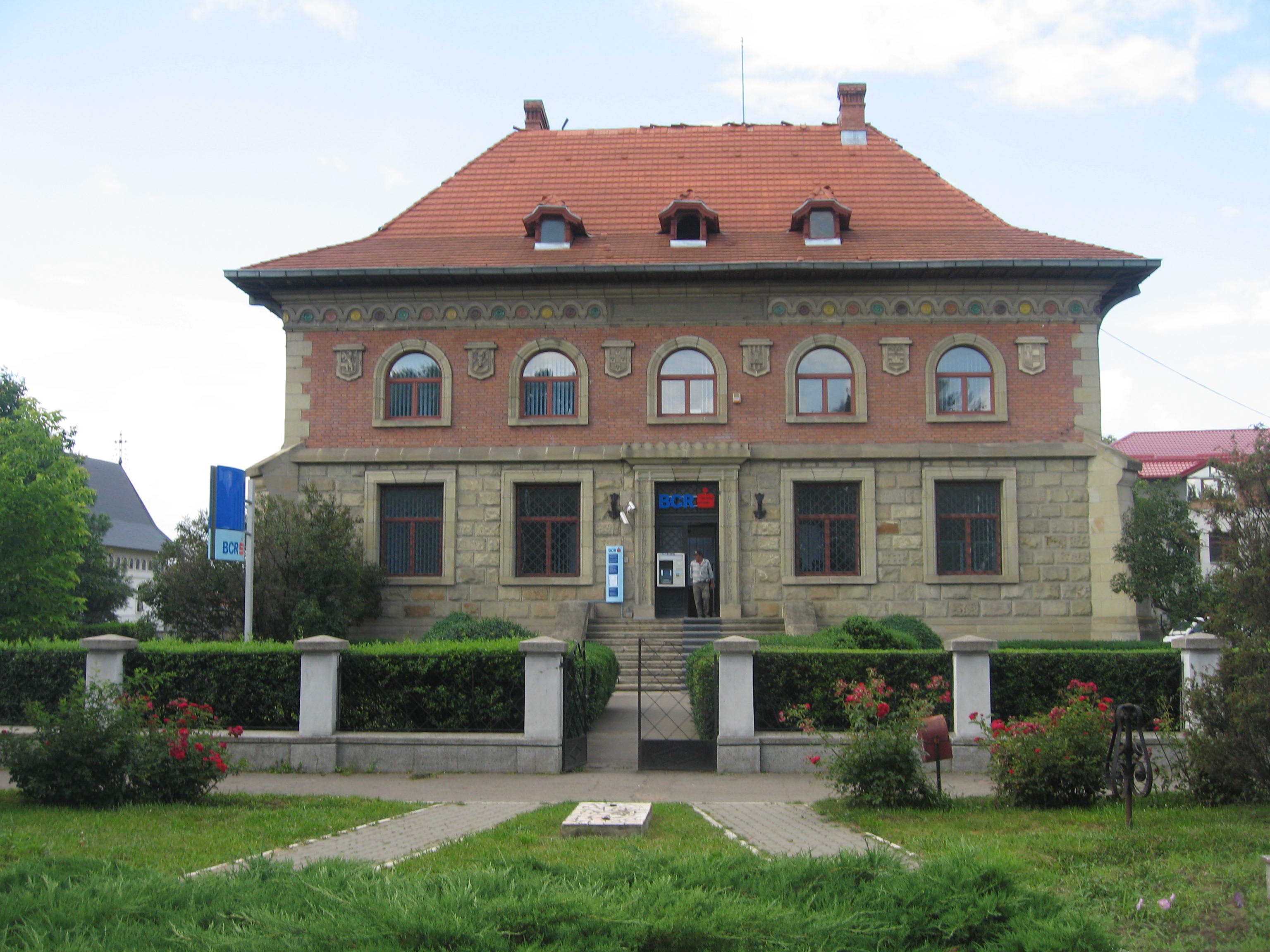
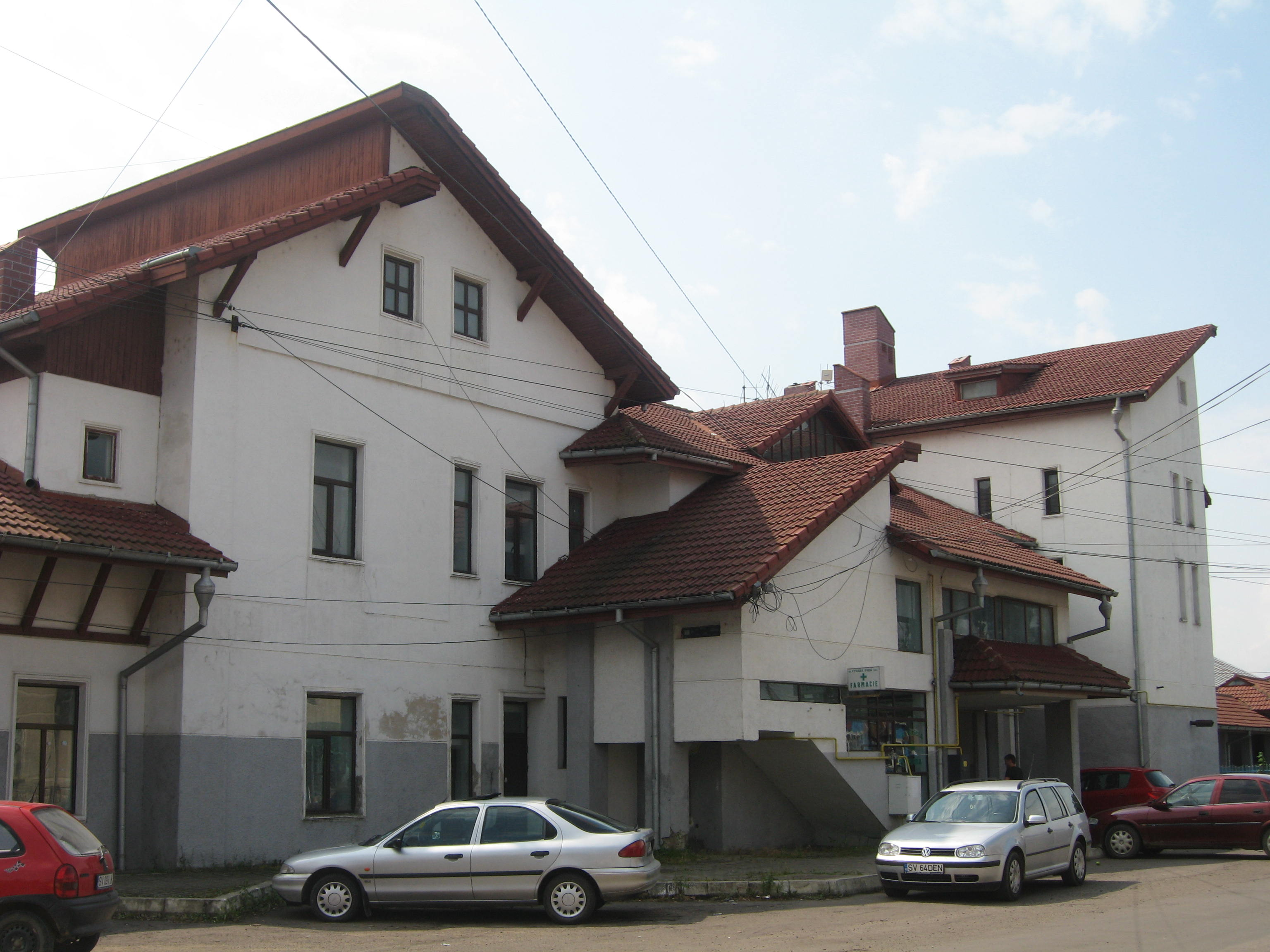
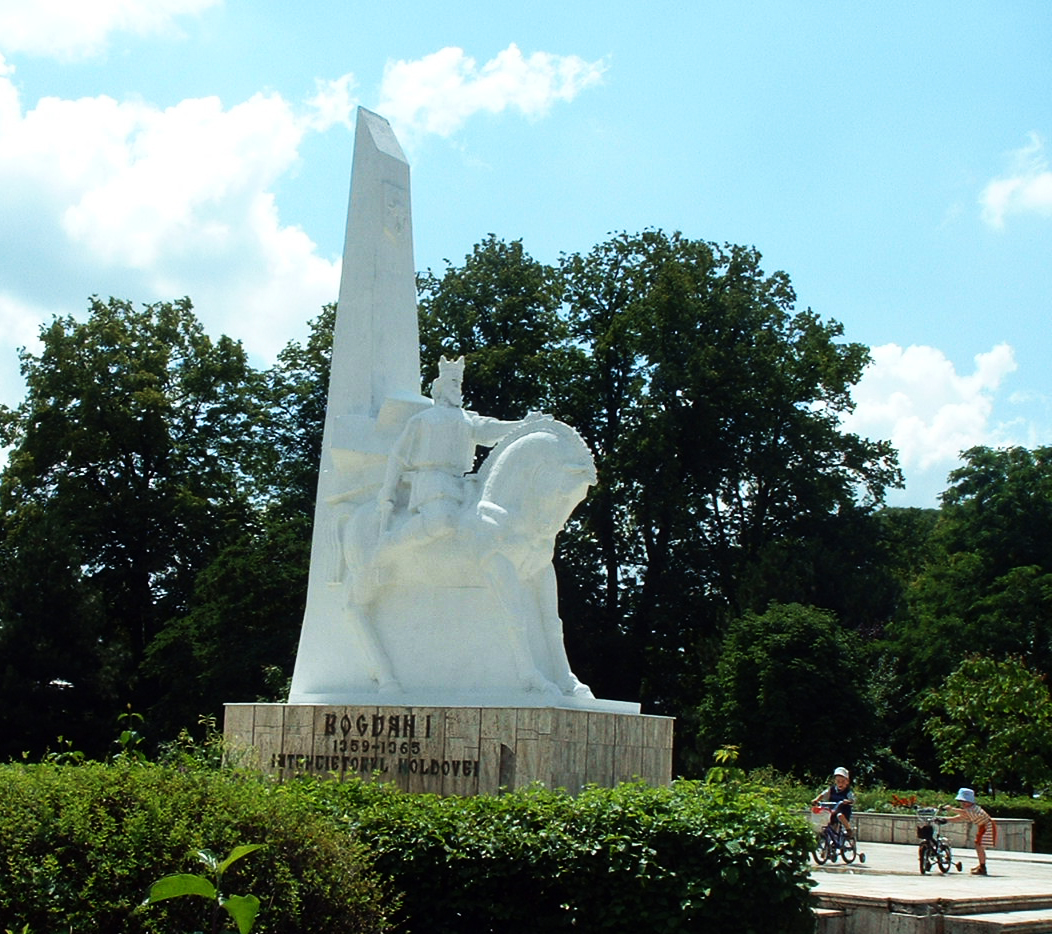
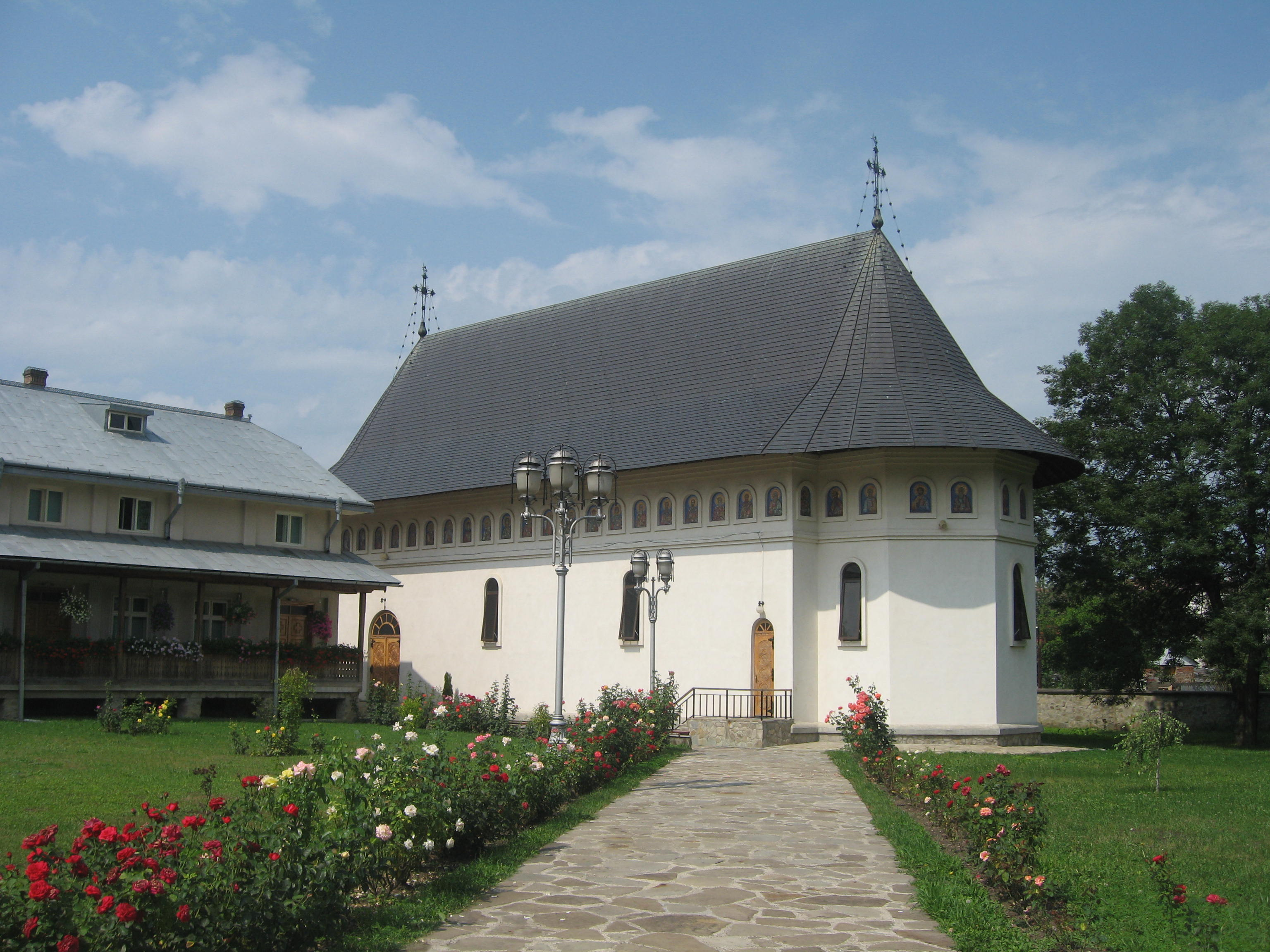
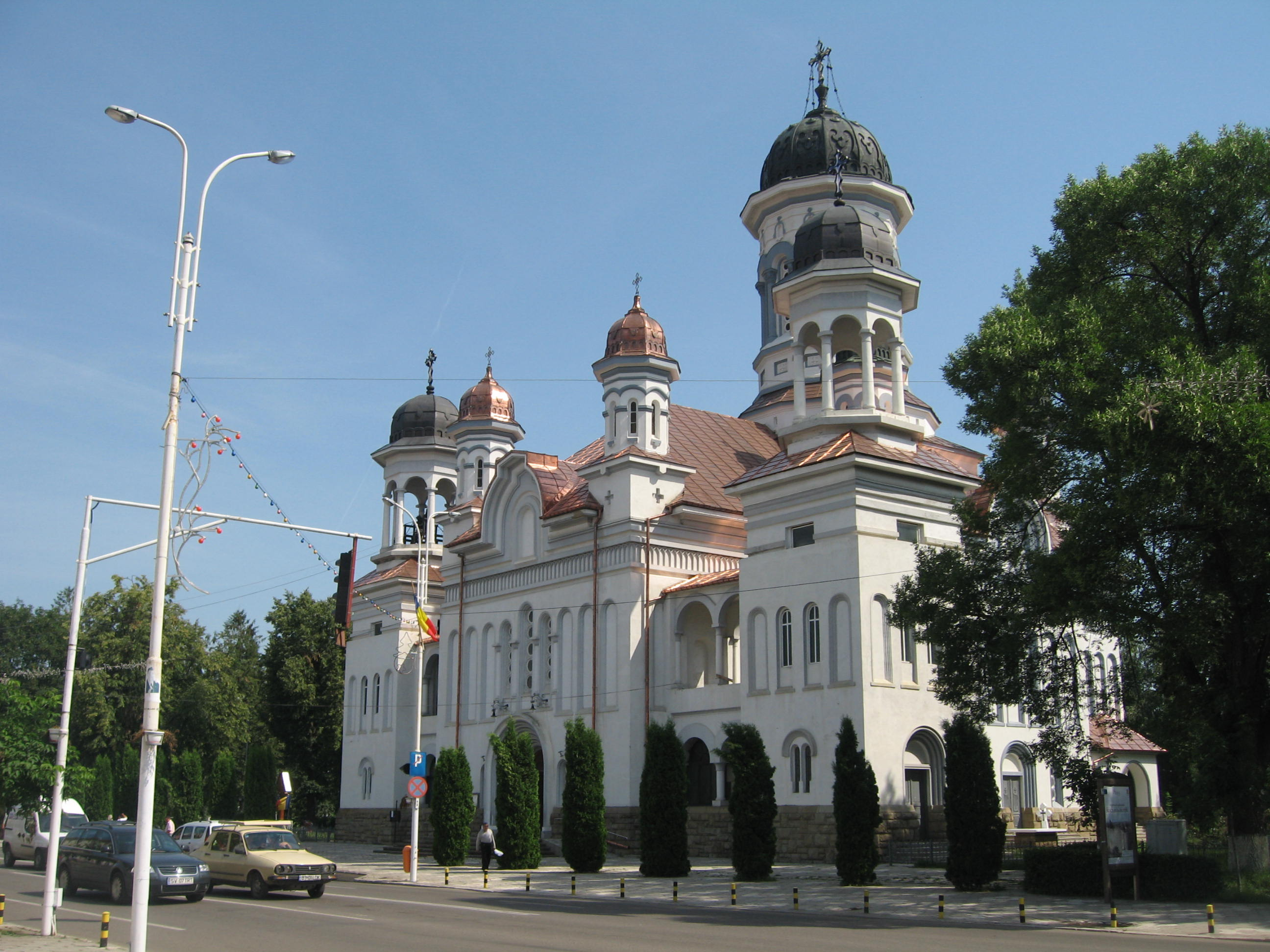
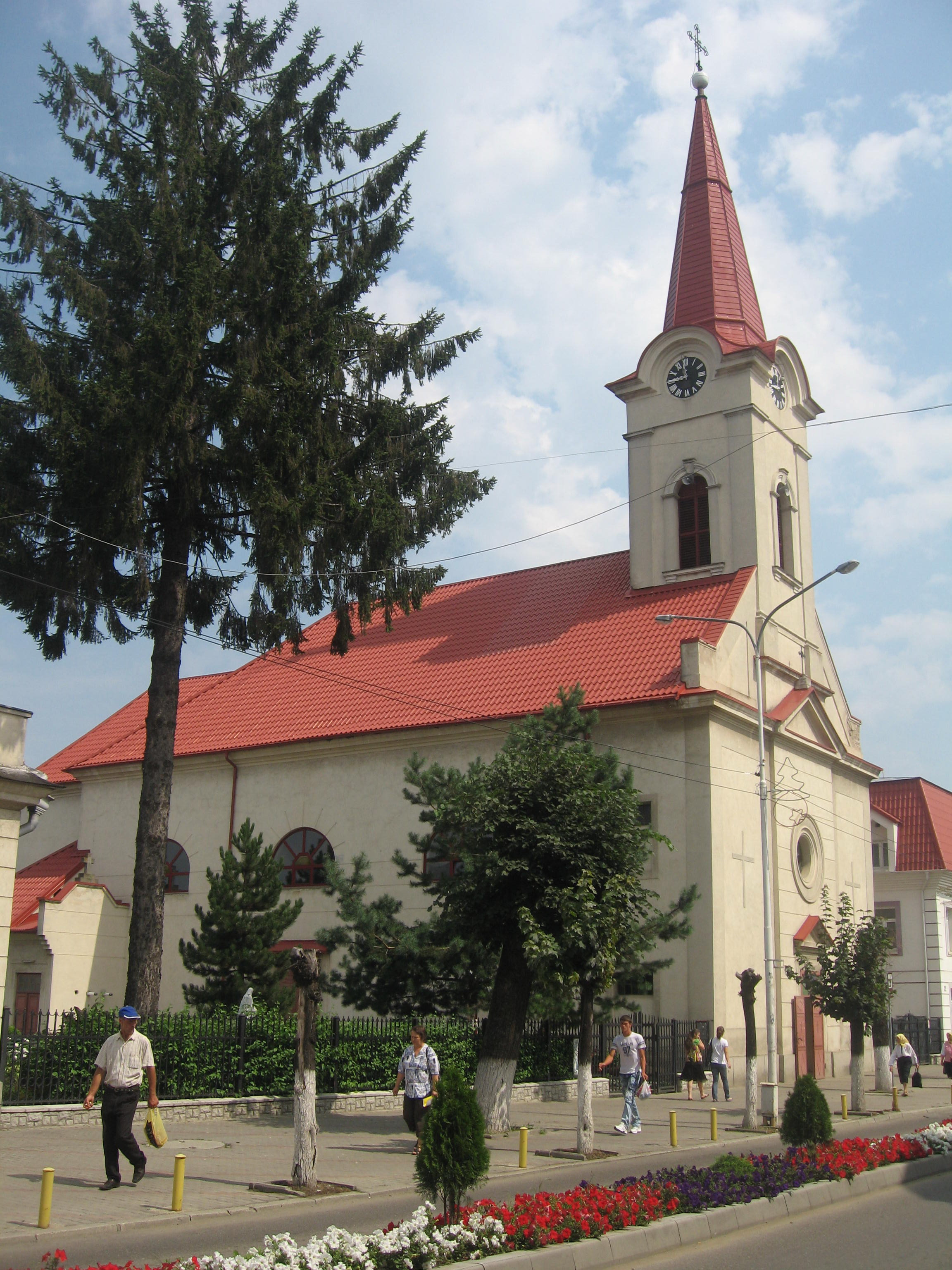
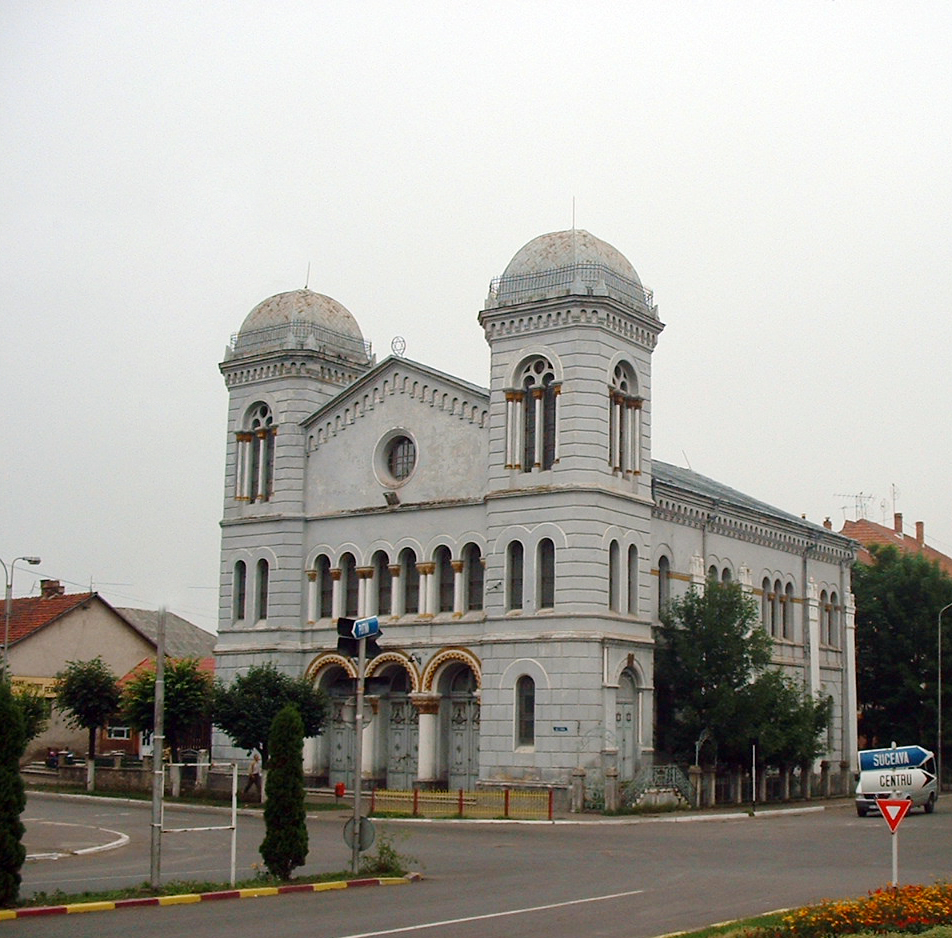
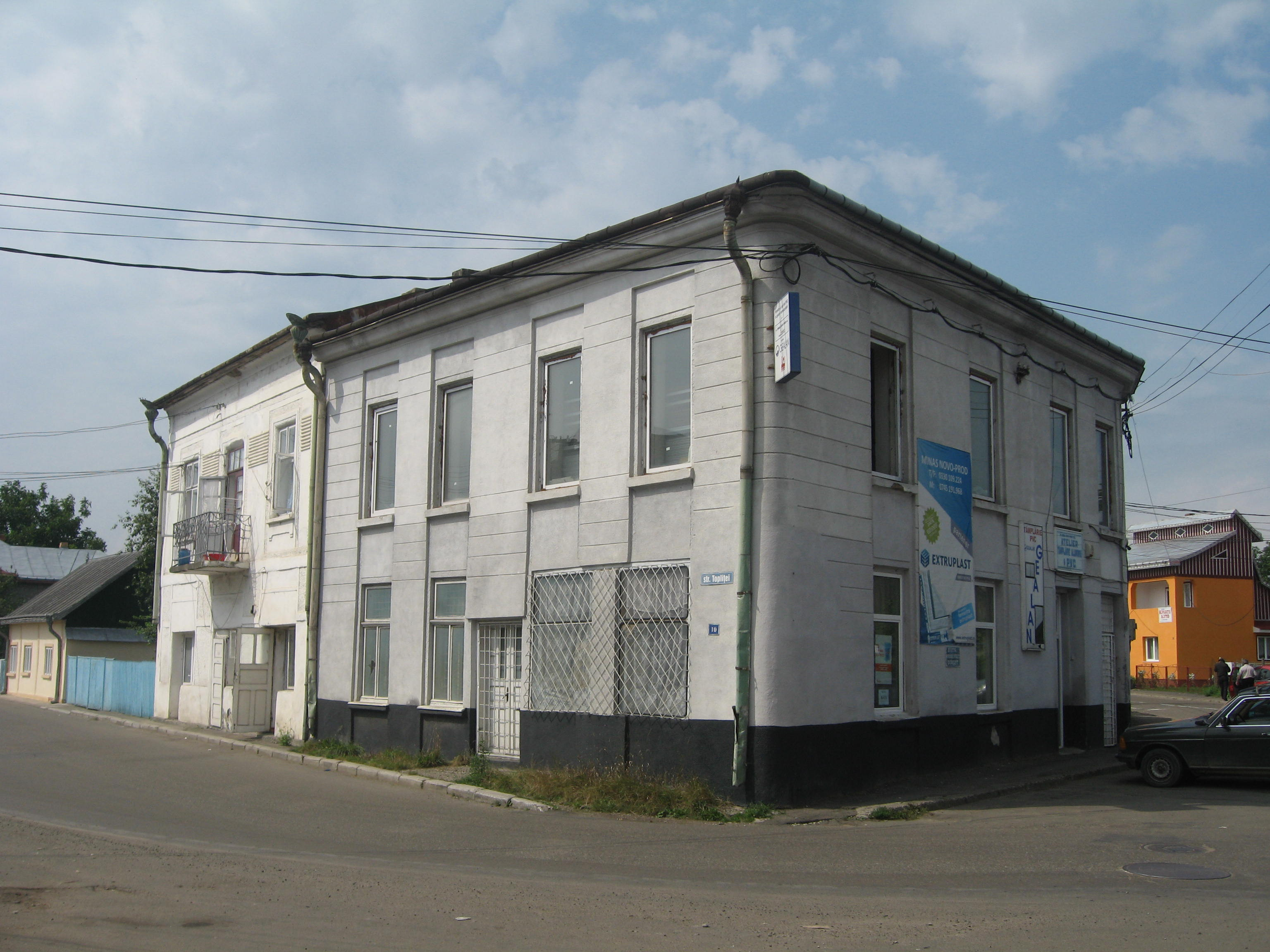